# 2-cyclopenten-1-on
2-cyclopenten-1-on (meestal afgekort tot cyclopentenon) is een organische verbinding met als brutoformule C5H6O. De stof komt voor als een heldere gele vloeistof, die bijna niet oplosbaar is in water. 

## Synthese
2-cyclopenten-1-on kan op een aantal manieren bereid worden. De industriële synthese gaat uit van cyclopentanon dat op de α-plaats gebromeerd wordt. Vervolgens ondergaat het gevormde 2-broomcyclopentanon een eliminatiereactie met lithiumcarbonaat als base.
Een alternatief is de Dieckmann-condensatie van een onverzadigde diester, gevolgd door een decarboxylering bij 400°C:
Andere methoden, die vooral in het laboratorium worden aangewend, zijn:
- Nazarov-cyclisatie van divinylketonen
- Saegusa-Ito-oxidatie van cyclopentanon
- Ringsluitingsmetathese van het overeenkomstige dieen
- Oxidatie van het corresponderende cyclisch allylisch alcohol
- Pauson-Khand-reactie met etheen, ethyn en koolstofmonoxide

## Structuur en eigenschappen
De verbinding is structureel vergelijkbaar met cyclopentanon, maar bezit nog een extra dubbele binding, die geconjugeerd is met de carbonylgroep. Bijgevolgd is 2-cyclopenten-1-on een cyclisch enon. Het komt voor als onderdeel van verschillende natuurproducten, zoals jasmon, aflatoxines en verschillende prostaglandinen.
2-cyclopenten-1-on bezit ook een structuurisomeer, waarbij de dubbele binding en de carbonylgroep niet met elkaar in conjugatie staan: 3-cyclopenten-1-on.

## Reacties
Als alfa,bèta-onverzadigde carbonylverbinding ondergaat 2-cyclopenten-1-on verschillende typische reacties, waaronder nucleofiele geconjugeerde additie, de Baylis-Hillman-reactie en de Michael-additie. 2-cyclopenten-1-on is eveneens een uitstekend diënofiel in de diels-alderreactie, wegens het elektronarme karakter van het alkeen. Het reageert met een groot aantal diënen. 

## Toxicologie en veiligheid
2-cyclopenten-1-on is irriterend voor de ogen, de huid en de luchtwegen. De vloeistof is ontvlambaar.